# Amélanchier à feuilles ovales
Amelanchier ovalis
Espèce
L'Amélanchier à feuilles ovales, Amelanchier ovalis, est une espèce de plante à fleurs de la famille des Rosacées appartenant au genre Amelanchier.
On l’appelle également amélavier ou amélanquier, en occitan amalenca, amalenquièr (et d'autres variantes). Son fruit est alors l’amalenca, bien que le terme valût avant pour l'arbre également. Le nom français provient de l'occitan, qui remonte au gaulois aballo « pomme » (TLF) avec suffixe diminutif germanique -ing.
Au Moyen Âge, on le trouvait souvent dans le jardin des simples des monastères, ou dans le jardin central des cloîtres. On le surnommait parfois l'arbre aux oiseaux.

## Description
C'est un arbrisseau de 1 à 3 mètres de hauteur dont les  feuilles caduques sont ovales-arrondies (ovalis), et le revers blanc-duveteux.
La floraison a lieu d'avril à mai. Les fleurs sont blanches à 5 pétales, regroupées en petites grappes formant une corymbe.
Les fruits sont globuleux, de couleur noire à bleue. Ce sont des piridions qui ressemblent à des baies. Appelés amélanches (nom féminin), ils sont sucrés et comestibles. Ces fruits peuvent se consommer frais ou séchés, en confiture ou dans des gâteaux.

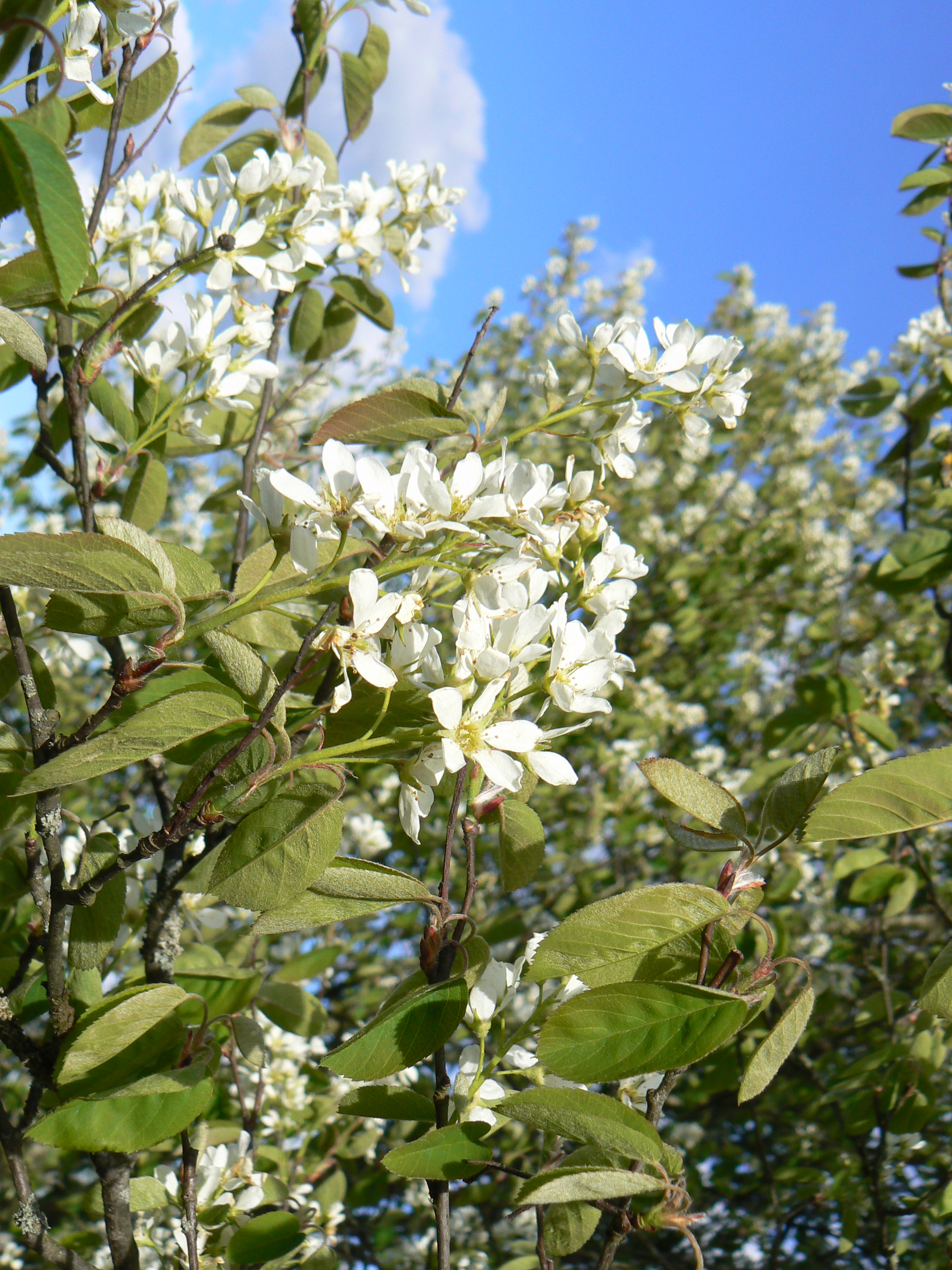
Détail des fleurs et feuilles.
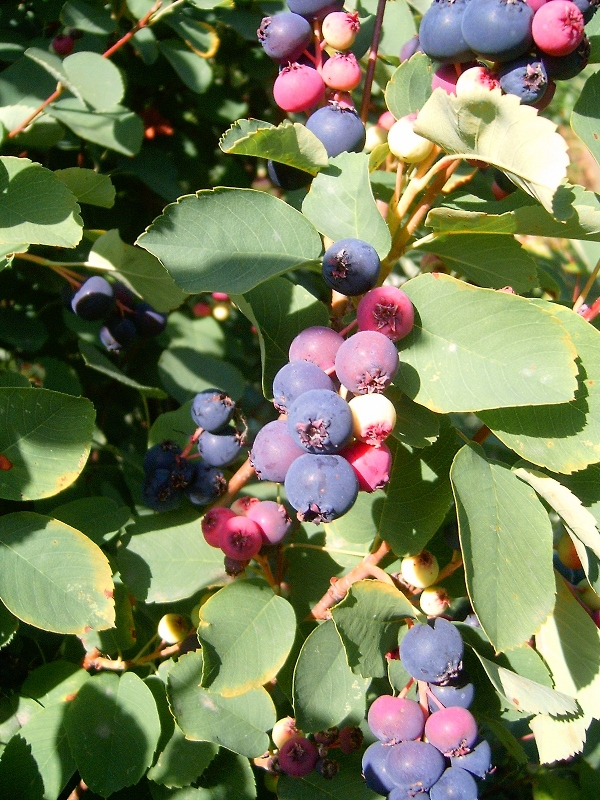
Feuilles et fruits.

## Habitats
Dans les Pyrénées, l'espèce est présente aux étages collinéen à subalpin dans les escarpements rocheux et les bois clairs.

## Répartition
Dans le Midi de la France, il est fréquent en Haute Provence calcaire au-dessus de 500 m; dans le secteur des gorges du Verdon à proximité de Castellane ; mais aussi sur des massifs plus méridionaux tels que la Sainte-Baume. Il a été vu à 2 100 m dans les Hautes-Alpes dans l'Oisans, le cirque de Gioberney au fond du Valgaudemar. En France, on le rencontre au sud d'une ligne Lorraine - Pyrénées Atlantiques sur les coteaux calcaires et secs exposés au sud. Préférant les climats méditerranéen et continentaux, il est totalement absent des régions de l'Ouest.

## Caractéristiques
- Organes reproducteurs :
  - type d'inflorescence : corymbe
  - répartition des sexes :  hermaphrodite
  - type de pollinisation :  entomogame
  - période de floraison :  avril à mai
- Graine :
  - type de fruit :  piridion
  - mode de dissémination :  endozoochore
- Habitat et répartition :
  - habitat type : voir les sous-espèces
  - aire de répartition : européen méridional

## Sous-espèces
- Amelanchier ovalis Medik. subsp. ovalis, des matorrals mésoméditerranéens, héliophiles, neutroclines.
- Amelanchier ovalis Medik. subsp. embergeri Favarger & Stearn, des fourrés arbustifs médioeuropéens, montagnards, mésotrophiles, basophiles, xérophiles.

données d'après : Julve, Ph., 1998 ff. - Baseflor. Index botanique, écologique et chorologique de la flore de France. Version : 23 avril 2004. 

## Utilisations
Les baies fraîches et séchées sont comestibles et peuvent être utilisées pour préparer des confitures et des gâteaux.